# Farsund, Vestland
Farsund är en tätort i Sunnfjords kommun i Vestland fylke i västra Norge. Orten ligger vid Europaväg 39 och riksväg 5, sydöst om staden Førde.
Tidigare har orten tillhört dåvarande Førde kommun.